# SimplePlanes
SimplePlanes — видеоигра в жанре симулятора, разработанная и изданная американской инди-студией Jundroo LLC. Игра впервые вышла на Mac OS X и Microsoft Windows, а позже на iOS и Android. 17 декабря 2015 года видеоигра была выпущена в Steam, получив неоднозначные отзывы от пользователей и рецензентов видеоигр. С 2014 по 2023 год SimplePlanes получил 12 обновлений (1.1–1.12, не считая незначительных обновлений, таких как исправления ошибок). Последняя версия видеоигры v1.12.200 beta была выпущена в сентябре 2023 года.

## Игровой процесс
В SimplePlanes игрок может создавать самолёты и другие транспортные средства, используя для этого предоставленные в игре материалы и объекты. Такие детали, как двигатели, колёса и пушки, настраиваются: пользователь может изменять их размер, мощность и элементы управления. При строительстве самолёта игрок должен сбалансировать подъемную силу, тягу, полезную нагрузку, топливо.
Когда создание самолёта завершено, игрок может летать, ездить или плавать на нём по карте игры, которая содержит пять (4 на iOS и Android) различных островов с уникальными особенностями. Каждый из пяти островов имеет уникальную среду, биомы. На островах есть аэропорты и другие наземные объекты. Кроме того, на карте появляются корабли: игроки могут приземляться на них или атаковать их.
Игра поддерживает моддинг, который добавляет пользовательские детали, уже готовые транспортные средства, пользовательские карты. Моды для SimplePlanes можно загрузить с официального сайта игры.

## Отзывы и критика
| Сводный рейтинг | Сводный рейтинг |
| Агрегатор       | Оценка          |
| --------------- | --------------- |
| Metacritic      | 69/100          |

Надия Оксфорд — редактор сайта Gamezebo, дала SimplePlanes оценку 4/5 за реалистичную имитацию полёта, режим песочницы и за большое количество вариантов строительства. Джордан Минор из 148Apps раскритиковал игру за её графический дизайн и неудобное управление.